# Norops matudai
Norops matudai este o specie de șopârle din genul Norops, familia Polychrotidae, descrisă de Smith 1956. Conform Catalogue of Life specia Norops matudai nu are subspecii cunoscute.